# Conus consul
Conus consul é uma espécie de gastrópode do gênero Conus, pertencente a família Conidae.